# Carlos Balsa
Carlos Balsa D'Agosto (Montevideo, Uruguay, 9 de agosto de 1942) es un abogado y político uruguayo, quien entre otros cargos se desempeñó como Secretario de la Presidencia entre 1989-1990.

## Primeros años
Nació en Montevideo el 9 de agosto de 1942.
Cursó estudios en la Facultad de Derecho de la Universidad de la República, donde obtuvo el título de abogado en 1970.

## Cargos en el Estado uruguayo
A partir de 1968 fue técnico asesor de la Oficina de Planeamiento y Presupuesto.
En febrero de 1969 fue nombrado subdirector de la Oficina Nacional del Servicio Civil, pasando en octubre de 1970 al cargo de director de la misma, que desempeñó hasta octubre de 1971.
Entre 1974 y 1983 fue asesor jurídico de la Secretaría de Planeamiento, Coordinación y Difusión (SEPLACODI) que durante la dictadura cívico militar sustituyó a la OPP; en tanto que entre 1985 y 1996 fue director de la División Consultores Jurídicos de la OPP.
En noviembre de 1989 fue nombrado Secretario de la Presidencia en el período final del primer gobierno de Julio María Sanguinetti, sustituyendo a Miguel Semino.
Al finalizar dicho mandato y con la asunción del nuevo presidente Luis Alberto Lacalle, fue sucedido en el cargo por Pablo García Pintos.
En octubre de 1999 fue nombrado miembro de la Junta Asesora en Materia Económico Financiera del Estado.
En 1999 fue también asesor contratado con participación del Banco Mundial en el Programa de Fortalecimiento Institucional del Sector Salud en el Ministerio de Salud Pública.
Fue vicepresidente de la Comisión interventora del Banco Pan de Azúcar entre 1996 y 1998.
A partir de 2003 integró una comisión formada de acuerdo a lo dispuesto por el artículo 31 de la ley 17.613 para asesorar al Banco Central del Uruguay sobre los derechos a otorgar a los ahorristas de los bancos de Montevideo y La Caja Obrera, cuyos depósitos hubieran sido transferidos a otras instituciones -especialmente al Trade and Commerce Bank en Islas Caimán- sin mediar su consentimiento.
La actuación de dicha comisión fue denunciada por beneficiar a algunos ahorristas en perjuicio de otros, por lo que el fiscal Eduardo Fernández Dovat pidió el procesamiento penal de Balsa y los demás integrantes de la misma.Sin embargo, en noviembre de 2005 el juez Luis Charles resolvió no hacer lugar a dicho enjuiciamiento por entender que no se había configurado delito en su accionar,lo que fue confirmado en 2006 por un Tribunal de Apelaciones.

## Cargos internacionales
Balsa se desempeñó como miembro del Trbunal Administrativo de la Organización de los Estados Americanos entre 1990 y 1997, habiendo ejercido la presidencia y la vicepresidencia del mismo.
Fue también asesor jurídico del representante residente del PNUD en Uruguay.

## Vida personal
Es hijo de Héctor Manuel Balsa Ruvertoni y de Rosa Clementina D'Agosto Luciano.
Contrajo matrimonio en 1970 con María Alicia Cadenas Boix,con quien tuvo cinco hijos, María, Raquel, Rosina, Ana Inés y Juan Martín Balsa Cadenas.